# Geely GC7
Geely GLeagle GC7 — п'ятимісний седан класу «C» китайської компанії Geely Automobile.

## Двигуни

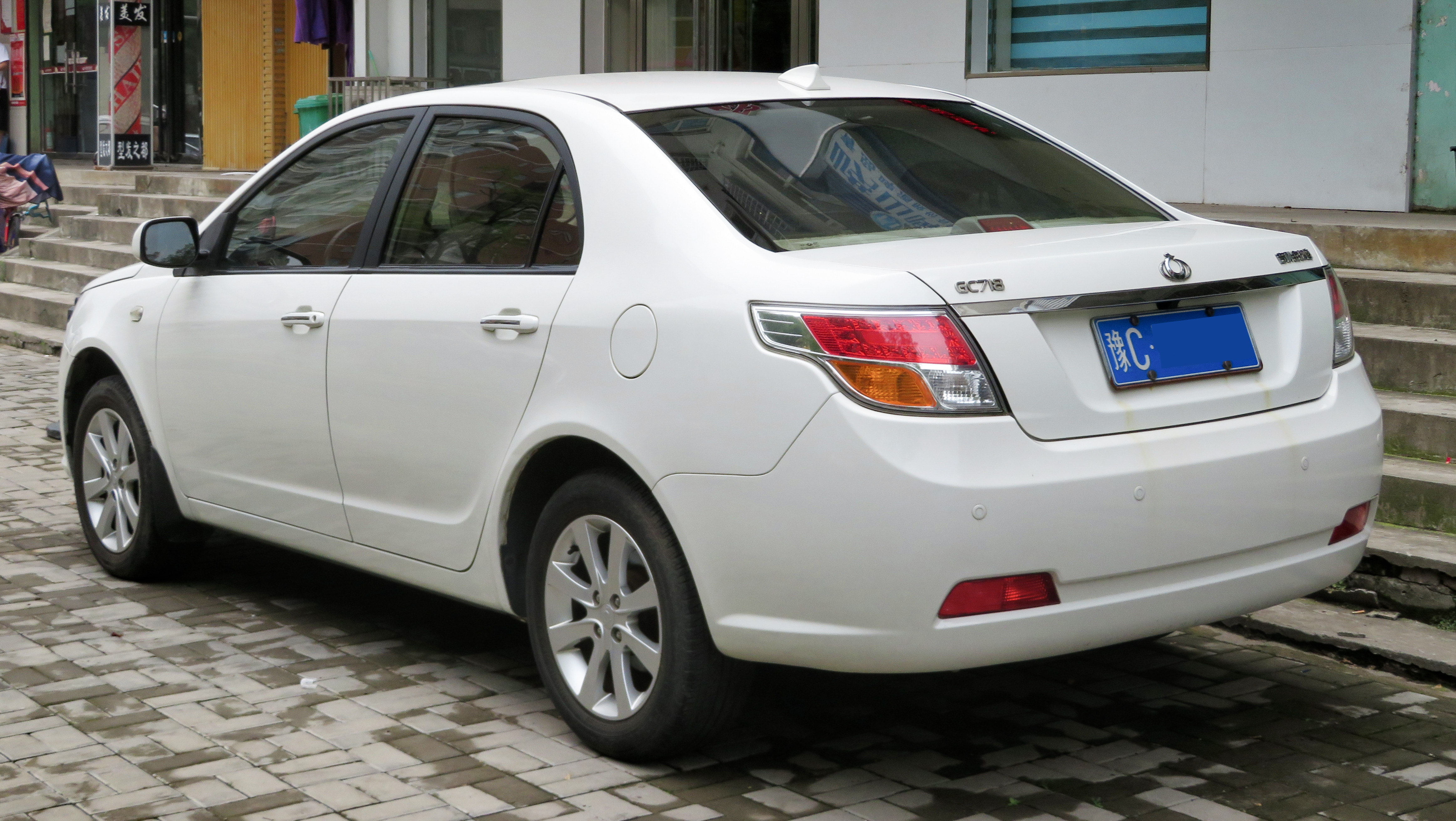

Автомобіль комплектується 1,8-літровими двигунами потужністю 139 к.с. і 170 Нм крутного моменту, сполученого з шестишвидкісною механічною або автоматичною КПП. Пізніше можна буде вибрати 1,5-літровий мотор з п'ятишвидкісною МКПП або тим же шестишвидкісною АКПП.
| Модель      | Об'єм    | Потужність                             | Крутний момент             | Роки випуску |
| ----------- | -------- | -------------------------------------- | -------------------------- | ------------ |
| Бензинові   |          |                                        |                            |              |
| 1.8 MT CVVT | 1808 см³ | 102 кВт (139 к.с.) при 6000-6200 об/хв | 172 Нм при 4100-4300 об/хв | з 2012       |
| 1.8 AT DVVT | 1808 см³ | 102 кВт (139 к.с.) при 6000-6200 об/хв | 170 Нм при 3400-3600 об/хв | з 2012       |